# Городская усадьба Шапкиных
Городская усадьба Шапкиных — В. П. Щукина — М. Ф. Михайлова — историческое здание в Москве. Объект культурного наследия народов России федерального значения

## История
В середине XVII века возведены палаты. В следующем веке перестроены в усадебный дом. С 1860 года по 1880 год здание реконструировано по проекту архитектора и инженера Н. Г. Фалеева. Здание имеет ряд характерных признаков стиля классицизм (портик с колоннами коринфского ордера). Через арку здания можно пройти во двор.

## Кинематограф
Вид здания часто использовался в фильмах, таких как: «Високосный год» (1961) (снимался зимой), «Чайковский» (1969, примечательно, что во время вида на здание, можно увидеть капот самосвала), «Бей барабан» (1962), «12 стульев» Леонида Гайдая (1970) (встреча Остапа Бендера с дворником Тихоном).